# Tauató-miúdo
O tauató-miúdo, gavião-miúdo ou gavião-estriado (Accipiter striatus) é uma espécie de ave de rapina da família Accipitridae. Também conhecido como gaviãozinho.

## Características
Espécie de ave de rapina pequena, sendo a fêmea maior que o macho. Atinge cerca de 24 centímetros (macho) a 35 centímetros (fêmea).
As fêmeas pesam entre 145 e 215 gramas. Os machos pesam entre 85 e 125 gramas.
Possui flancos e calções ferrugíneos uniformes. Um macho é pouco maior que um sabiá.
Pode ser confundido em voo, principalmente quando está voando longe, com o Rupornis magnirostris e espécies do gênero Falco (principalmente o quiriquiri) e por tamanho com o Hieraspiza superciliosa.

## Subespécies
São reconhecidas dez subespécies:
- Accipiter striatus perobscurus (Snyder, 1938) – ocorre no oeste do Canadá, no inverno pode ser encontrado até o sul da Califórnia;
- Accipiter striatus velox (A. Wilson, 1812) – ocorre do Alasca e Canadá até Newfoundland; ao sul até os estados da Califórnia, Arizona, Novo México, Alabama nos Estados Unidos da América; no inverno atinge até o sul do Panamá;
- Accipiter striatus suttoni (van Rossem, 1939) – ocorre da região central do México até o sul dos Estados Unidos da América;
- Accipiter striatus madrensis (Storer, 1952) – ocorre no México, do estado de Guerrero até o oeste do estado de Oaxaca;
- Accipiter striatus fringilloides (Vigors, 1827) – ocorre em Cuba.
- Accipiter striatus striatus (Vieillot, 1808) – ocorre na ilha de Hispaniola, em ambos os países, Haiti e República Dominicana;
- Accipiter striatus venator (Wetmore, 1914) – ocorre em Porto Rico;
- Accipiter striatus chionogaster (Kaup, 1852) – ocorre do sul do México, nos estados de Chiapas e Oaxaca, até a Guatemala, Honduras e de El Salvador até o noroeste da Nicarágua;
- Accipiter striatus ventralis (P. L. Sclater, 1866) – ocorre nas montanhas do norte da Venezuela e Colômbia até o oeste da Bolívia na região de Cochabamba; também encontrado no Equador e Peru;
- Accipiter striatus erythronemius (Kaup, 1850) – ocorre no leste do Brasil, do estado da Bahia até o Uruguai, sudeste da Bolívia, no Chaco do Paraguai e do norte da Argentina até Buenos Aires.

## Alimentação
Espécie que apresenta grande apreciação por aves, não hesitando em capturar presas maiores que ele. Apresenta diversas formas de caça, sendo a mais comum de ficar empoleirado escondido entre as folhagens e ramos de árvores e arbustos. Também captura presas ao estilo do gênero Falco, voando e praticando mergulhos agressivos para capturar.

## Reprodução
Bota de dois a cinco ovos, o período de incubação é de 30 a 35 dias.

## Hábitos
Vive em florestas e matas. Apesar de viver oculto nas matas e bosques, costuma voar abertamente de uma mata a outra.

## Distribuição Geográfica
Ocorre da América do Norte até a Argentina, no Brasil central e meridio-oriental, até o Rio Grande do Sul.